# Dioscorea kjellbergii
Dioscorea kjellbergii är en enhjärtbladig växtart som beskrevs av Reinhard Gustav Paul Knuth. Dioscorea kjellbergii ingår i släktet Dioscorea och familjen Dioscoreaceae. Inga underarter finns listade i Catalogue of Life.